# Nouvelle Slovénie
Nouvelle Slovénie – Chrétiens-démocrates (en slovène : Nova Slovenija – Krščanski demokrati, NSi) est un parti politique slovène chrétien-démocrate, membre du Parti populaire européen (PPE).

## Histoire
Il est fondé en août 2000 par le président du gouvernement Andrej Bajuk, alors membre du Parti populaire slovène (SLS), en raison d'un désaccord sur la réforme électorale. Alojz Peterle, premier dirigeant de la Slovénie post-communiste, a rejoint NSi en 2001.
Avec 4 députés élus en 2011, il fait partie du gouvernement dirigé par Janez Janša de cette date à 2013. Le parti a reçu 5,53% des suffrages exprimés lors des élections législatives du 13 juillet 2014, et a remporté cinq sièges à l'Assemblée nationale.

## Résultats électoraux

### Élections législatives
| Année | %   | #     | Députés | Gouvernement                                    |
| ----- | --- | ----- | ------- | ----------------------------------------------- |
| 2000  | 8,7 | 5e    | 8 / 90  | Opposition                                      |
| 2004  | 9,1 | 4e () | 9 / 90  | Janša I                                         |
| 2008  | 3,4 | 8e () | 0 / 90  | Extra-parlementaire                             |
| 2011  | 4,8 | 7e () | 4 / 90  | Janša II (2012-2013), opposition (2013-2014)    |
| 2014  | 5,6 | 6e () | 5 / 90  | Opposition                                      |
| 2018  | 7,2 | 6e () | 7 / 90  | Opposition (2018-2020), Janša III (depuis 2020) |
| 2022  | 6,8 | 3e () | 8 / 90  | Opposition                                      |

### Élections européennes
| Année | %    | #     | Députés | Groupe |
| ----- | ---- | ----- | ------- | ------ |
| 2004  | 23,6 | 1er   | 2 / 7   | PPE    |
| 2009  | 16,6 | 3e () | 1 / 7   | PPE    |
| 2014  | 16,6 | 2e () | 1 / 8   | PPE    |
| 2019  | 11,1 | 4e () | 1 / 8   | PPE    |